# Sardar Vallabhbhai Patel Stadium

Sardar Vallabhbhai Patel Stadium is een cricketstadion in de wijk Navrangpura in Ahmedabad, Gujarat. Het wordt ook wel Sports Club of Gujarat Stadium genoemd. Het stadion is vernoemd naar een van de grote figuren in de onafhankelijkheidsstrijd van India, Vallabhbhai Patel.
In het stadion, gebouwd in 1960, werd in 1961 de eerste One Day International-cricketwedstrijd in India gespeeld (India-Engeland). Sinds 1982, toen in Ahmedabad een groter stadion in Ahmedabad verrees, het Narendra Modi Stadium, worden er geen internationale wedstrijden meer gespeeld. Alleen het cricketteam van Gujarat speelt hier nog wedstrijden en af en toe worden er andersoortige evenementen gehouden. Het stadion, ontworpen door architect Charles Correa, biedt plaats aan 50.000 personen. Het is eigendom van Ahmedabad Municipal Corporation.